# Erik Gammal Ehrenkrona
Erik Gammal Ehrenkrona, tidigare Ehrencrona, född 3 september 1673 i Jönköping, Jönköpings län, död 31 juli 1737 i Motala socken, Östergötlands län, var landshövding i Östergötlands län. Han var far till Paul Gammal Ehrenkrona.

## Biografi
Erik Gammal Ehrenkrona föddes 1673 i Jönköping. Han var son till häradshövdingen Samuel Ehrencrona och Elisabet Beata Hulthenia. Ehrenkrona blev student vid Uppsala universitet 22 september 1691. Han blev auskultant i Göta hovrätt 1693 och vice advokatfiskal i Göta hovrätt 18 mars 1695. Advokatfiskal 30 juni 1698. Assessor 13 mars 1707. Revisionssekreterare 23 april 1718.
Från 1718 kom Gammal Ehrenkrona att intressera sig för politiken. Vid 1719 års riksdag blev han medlem av grundlagsutskottet och sekreta utskottet. Vid 1726-27 års riksdag var han medlem av sekreta utskottet. Under riksdagarna 1731 och 1734 gjorde han flera uppmärksammade inlägg i frågan om en ny lagbok. Gammal Ehrenkrona blev landshövding i Östergötlands län 14 augusti 1727 och president i kammarkollegium 26 mars 1736. 

### Familj
Ehrenkrona gifte sig 6 januari 1699 i Jönköping med Helena Ehrenbielke (1671–1746), dotter till assessorn Paul Ehrenbielke och Margareta Svinfot. De fick tillsammans barnen kanslirådet Paul Gammal Ehrenkrona (1700–1777), kammarrådet Samuel Gammal Ehrenkrona (1702–1756), Eva Helena Ehrenkrona (1705–1775) som var gift med presidenten Carl von Groth, Maria Christina Ehrenkrona (1707–1764) som var gift med kammarherren Gerard Georg de Besche och riksrådet Carl Gustaf Gammal Ehrenkrona (1710–1781).